# Arnaldo Vighi
Arnaldo Vighi (Reggio Emilia, 28 dicembre 1907 – 1952) è stato un calciatore italiano, di ruolo difensore.

## Carriera
Debutta in massima serie con la Reggiana nel 1926-1927, disputando 17 gare; salta la stagione seguente per via del servizio militare e torna a giocare in massima serie nel campionato di Divisione Nazionale 1928-1929, scendendo in campo per altre 26 volte.
Sempre con la Reggiana, di cui diventa il capitano, debutta nella nuova Serie B nella stagione 1929-1930, con 33 presenze all'attivo; dopo un altro anno tra i cadetti nel Parma, torna alla Reggiana nel frattempo scesa in Prima Divisione, e gioca altri sette campionati di terza serie.

## Palmarès

### Club

#### Competizioni nazionali
- Prima Divisione: 1

Reggiana: 1926-1927